# Clarendon (Texas)
Clarendon è un comune (city) degli Stati Uniti d'America e capoluogo della contea di Donley nello Stato del Texas. La popolazione era di 2 026 persone al censimento del 2010. Clarendon si trova sulla U.S. Route 287 nel Texas Panhandle, 60 miglia (97 km) ad est di Amarillo.

## Geografia fisica
Clarendon è situata a 34°56′11″N 100°53′28″W (34.936415, −100.891182).
Secondo lo United States Census Bureau, ha un'area totale di 3,0 miglia quadrate (7,8 km²).

## Storia
Prima dell'ascesa di Amarillo, Clarendon, insieme a Mobeetie nella contea di Wheeler, e Tascosa nella contea di Oldham, era uno dei tre insediamenti originali nel Panhandle. Fondata nel 1878, la posizione di Clarendon fu spostata dopo che fu superata della Fort Worth and Denver Railway.
Il fondatore della città era un metodista ecclesiastico, L.H. Carhart, che aveva previsto un "insediamento sobrio" in contrasto con le tipiche boomtown di quell'epoca. Clarendon acquisì il soprannome di "Saints Roost" dai cowboy locali; da qui il nome insolito del museo di Clarendon, il Saints' Roost Museum.
Il Sandell Drive-In, costruito da Gary Barnhill (nato nel 1920) e che prende il nome dalle sue figlie, Sandra e Adele, fu aperto sulla Texas State Highway 70 nel 1955 e fu chiuso nel 1984. Nel 2001, John Earl Morrow (nato intorno al 1954), un abitante di Clarendon e proprietario del Morrow Drilling and Service, aveva acquistato la proprietà delle Barnhill e nell'agosto 2002 fu riaperto il drive-in. L'impianto, che può ospitare 300 posti auto, è gestito da Morrow e da volontari durante le estati. Il motivo di Morrow di riaprire l'impianto era perché aveva visto i film lì durante la sua infanzia.

## Società

### Evoluzione demografica
Secondo il censimento del 2010, c'erano 2 026 persone.

### Etnie e minoranze straniere
Secondo il censimento del 2010, la composizione etnica della città era formata dall'86,72% di bianchi, il 7,9% di afroamericani, lo 0,44% di nativi americani, lo 0,44% di asiatici, lo 0,1% di oceanici, il 2,42% di altre etnie, e l'1,97% di due o più etnie. Ispanici o latinos di qualunque etnia erano il 9,23% della popolazione.